# Jean Béraud
Jean Béraud (Szentpétervár, 1849. január 12. – Párizs, 1935. október 4.) francia festő, a francia akadémikus festészet neves alakja.

## Élete
Apja, Jean Béraud, szobrász volt, fia születésének idején éppen a szentpétervári Szent Izsák székesegyházon dolgozott. Anyja, Geneviève Eugénie Jacquin; férje halálát követően a családjával Párizsba költözött.
A Condorcet Gimnázium elvégzése után, Párizs 1870-es német megszállásáig, jogásznak készült; ezt követően azonban Léon Bonnat festőművész növendéke lett. Első kiállítása 1872-ben volt, sikert azonban csak 1876-ban ért el, Hazatérés a temetésről című festményével. Az 1889-es párizsi világkiállításon együtt állított ki a Francia Akvarellisták Szövetségével.
Számos illusztrációt készített. Gyakran választott bibliai témát, saját korszakába átültetve. Az olyan festményei, mint például Mária Magdolna a farizeusok házában, kiállításukat követően éles vitákat provokáltak. A 19. század végén párizsi életképeket kezdett festeni. Közel 200 képen örökítette meg a párizsi utcákat, a polgárok és kisiparosok mozgalmas életét, a bisztrók és kávézók hangulatát. A zsánerfestőt kortársai "giccses" gúnynévvel illették, és – bár odatartozott – nem sorolták az impresszionisták közé. Leghíresebb festménysorozatának címe: La Belle Époque (A szép korszak). Franciaországban ezt a 19. és 20. század fordulójára értik – megfelel a nálunk boldog békeidőkként emlegetett időszaknak.
1887-ben a Becsületrend lovagja, majd 1894-ben tisztje lett.
Egyike volt Marcel Proust segédeinek, amikor ő Meudon-ban Jean Lorrain íróval párbajozott.
Sohasem nősült meg, gyermekei nem voltak. Anyja mellé temették el a Montparnasse-i temetőben.

## Képgaléria

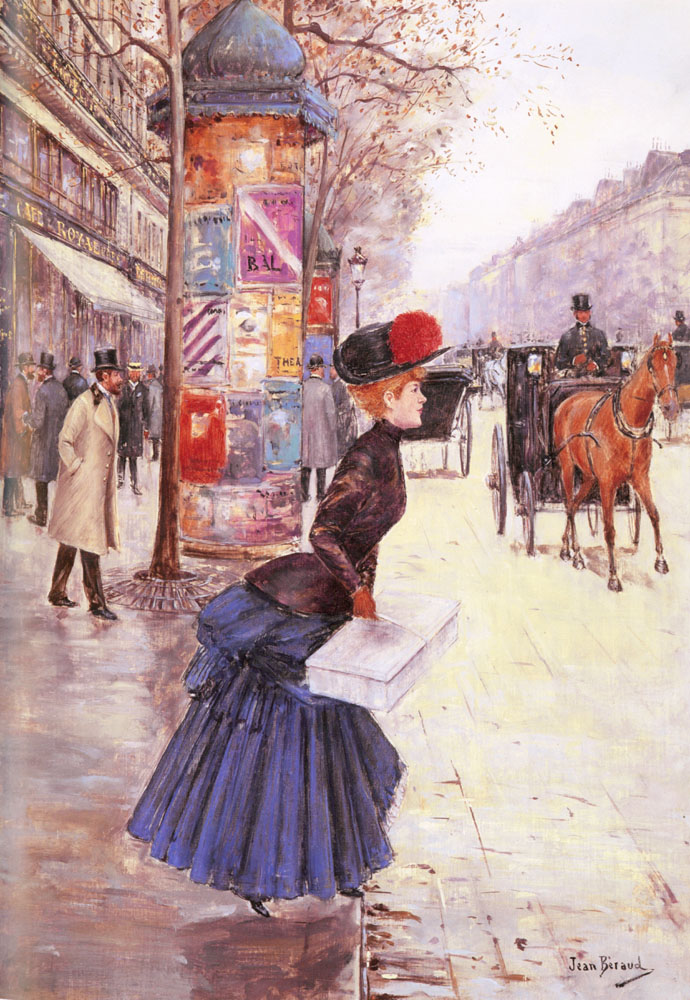
A körúton átkelő fiatal hölgy
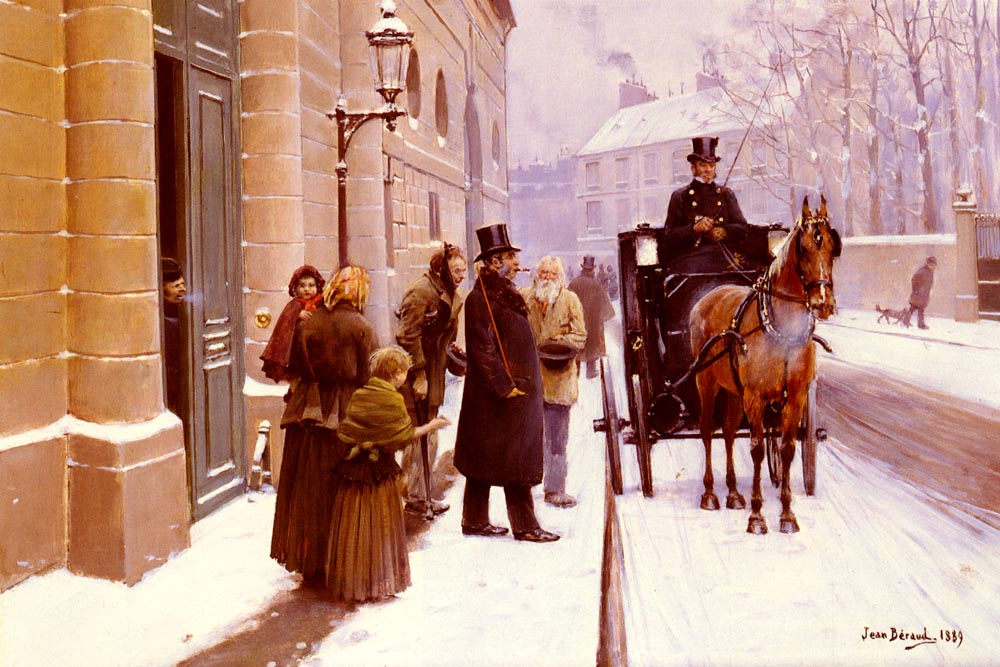
A polgár kiruccanása
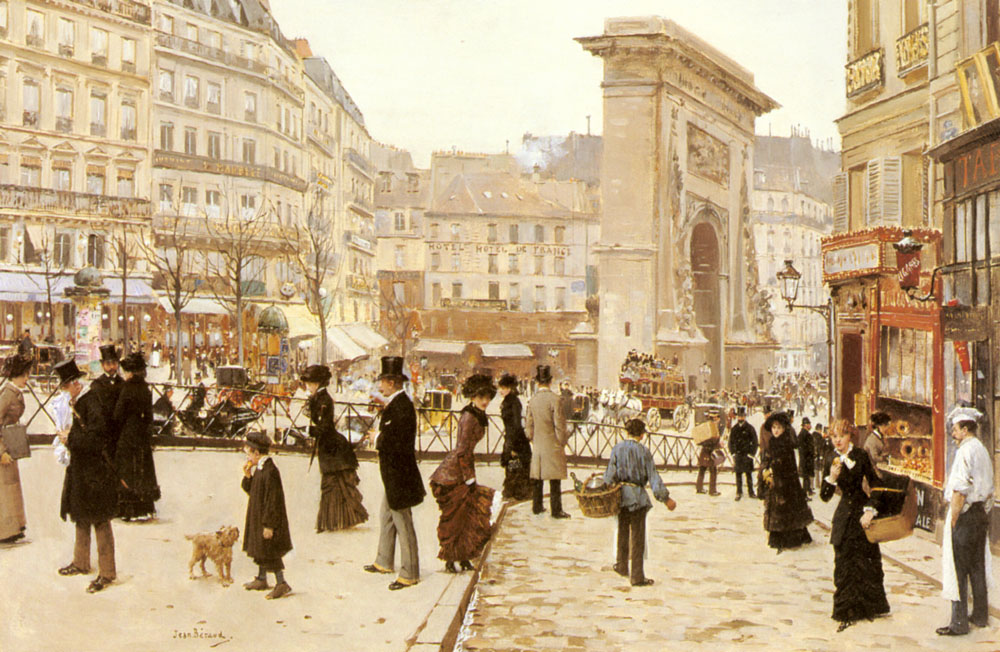
Boulevard Saint-Denis
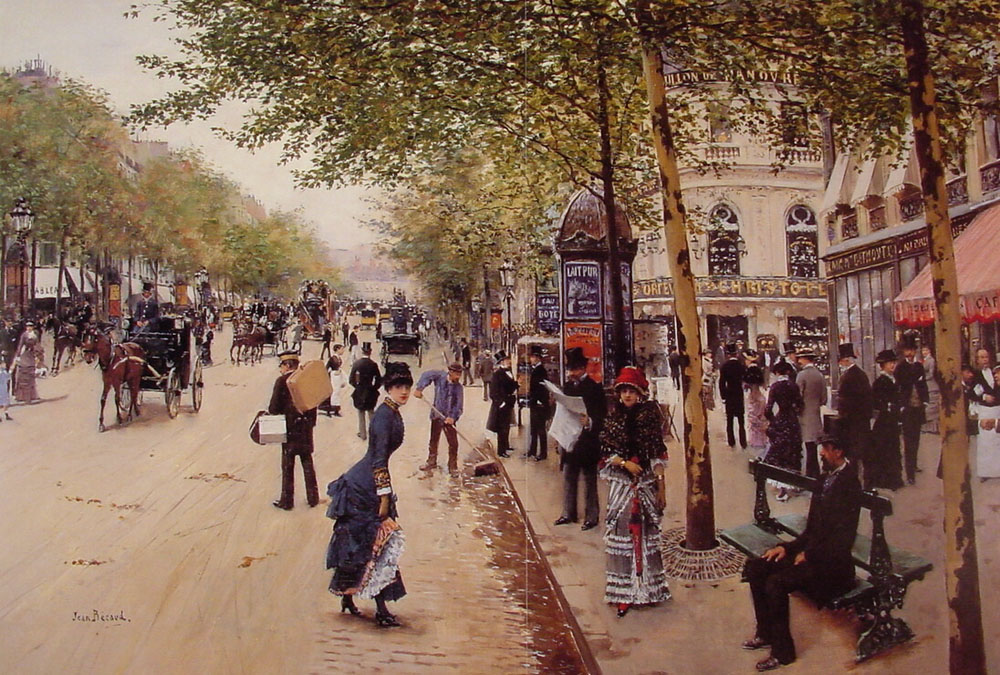
Boulevard des Capucines
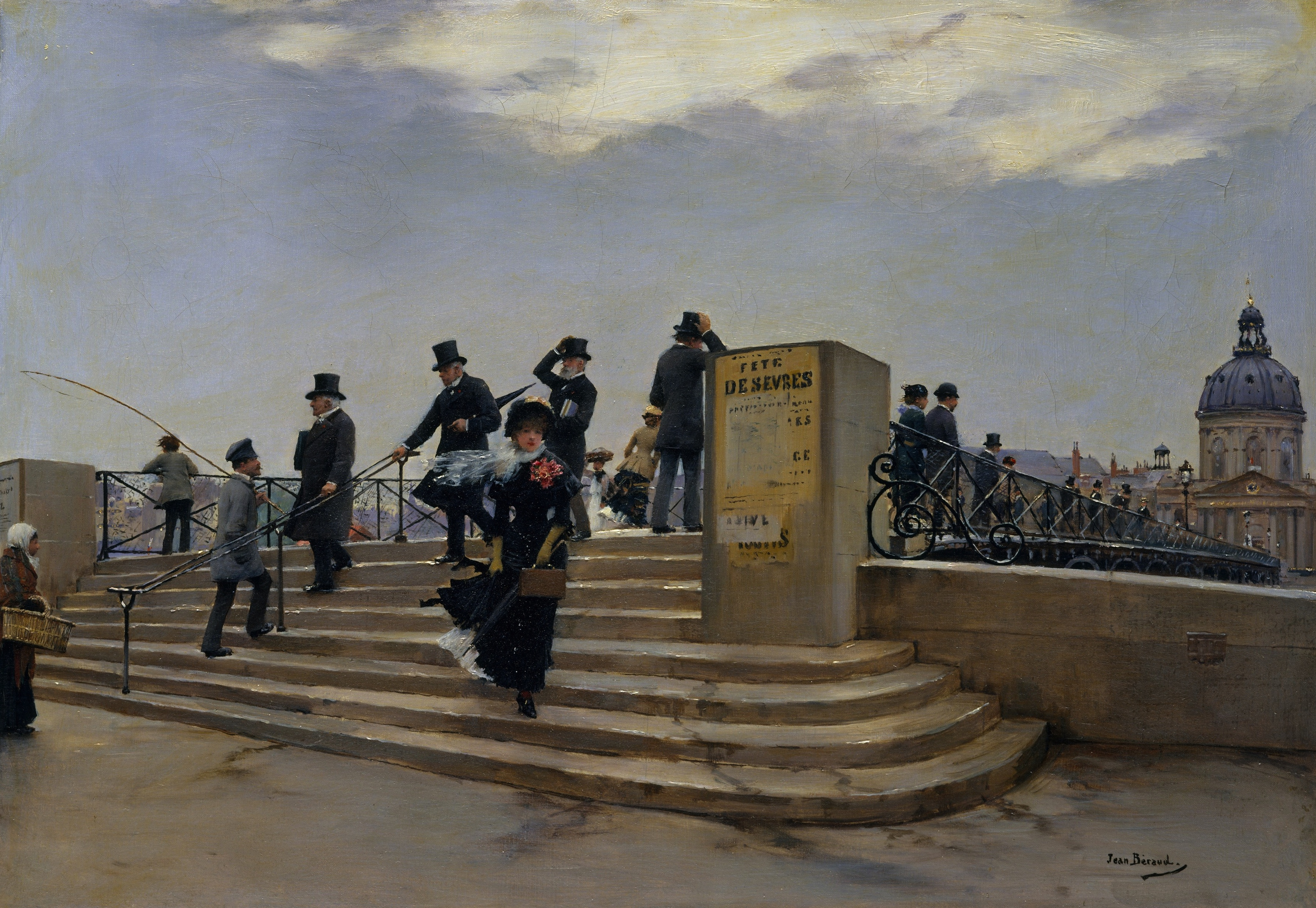
A Pont des Arts erős szélben
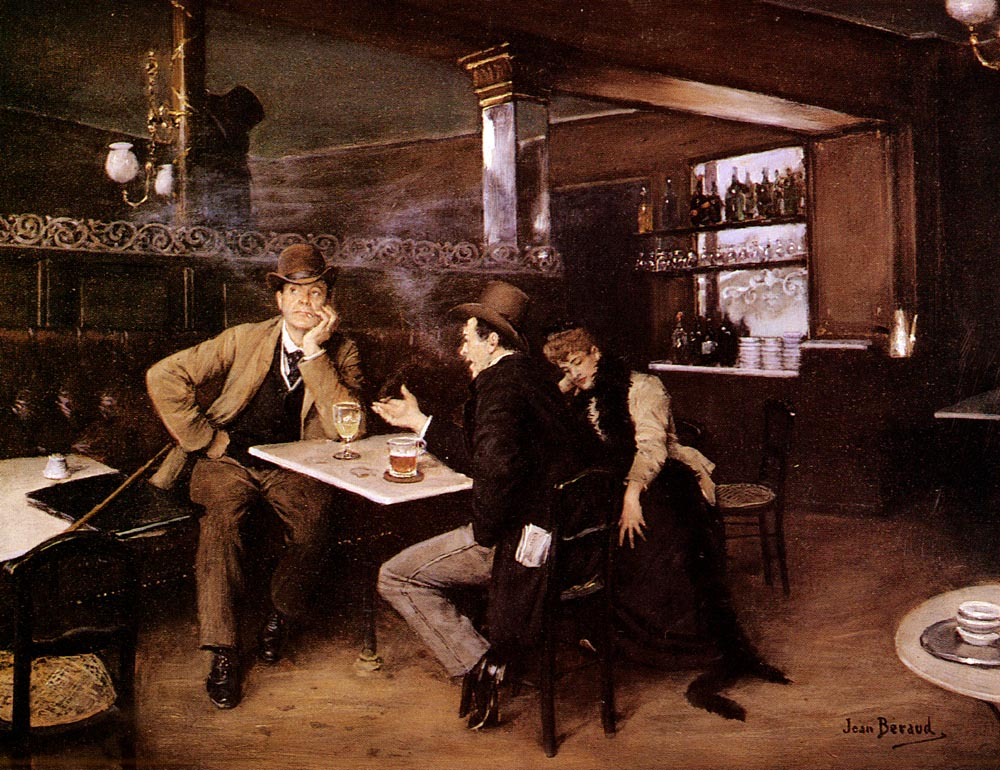
A bisztróban
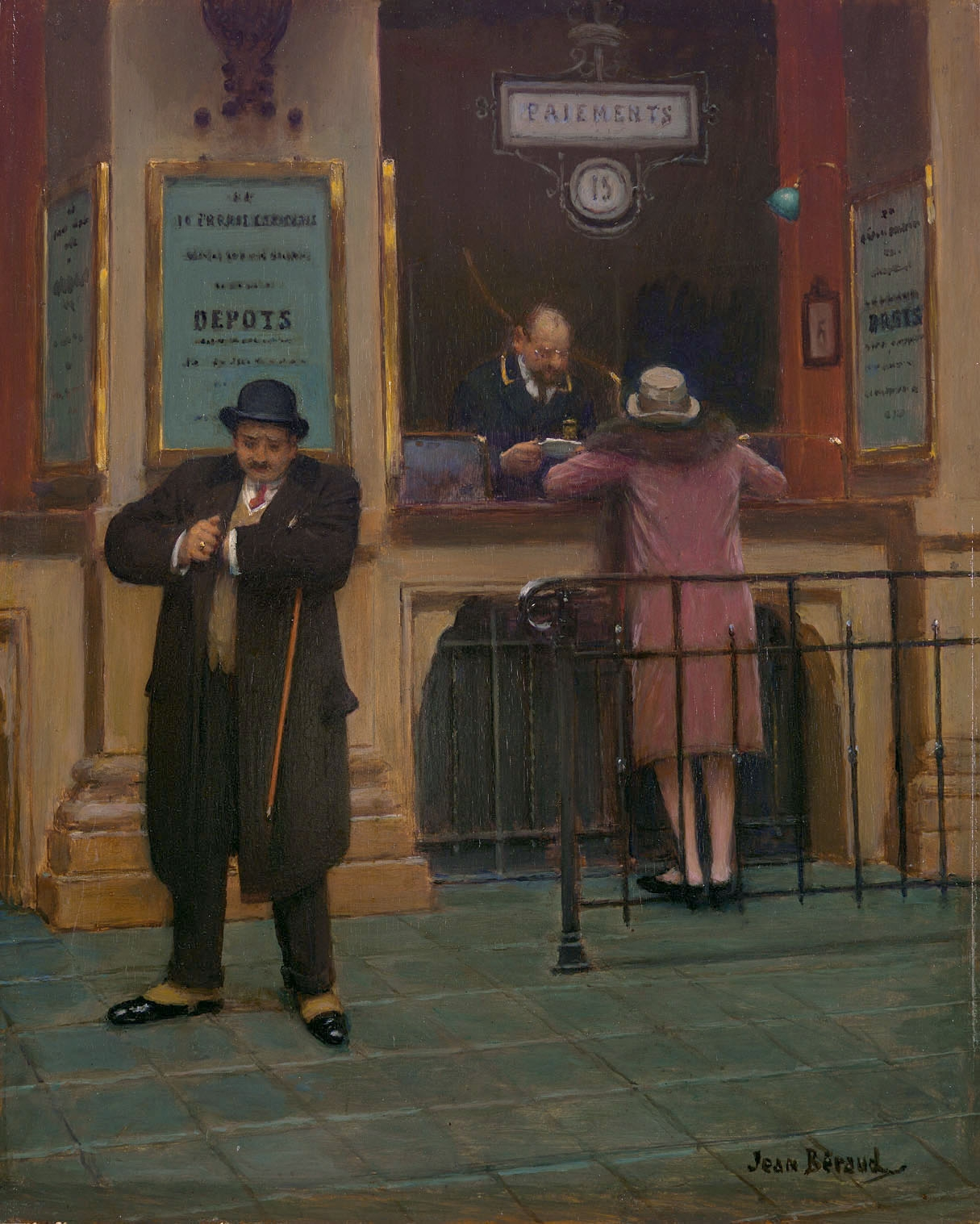
A zálogház
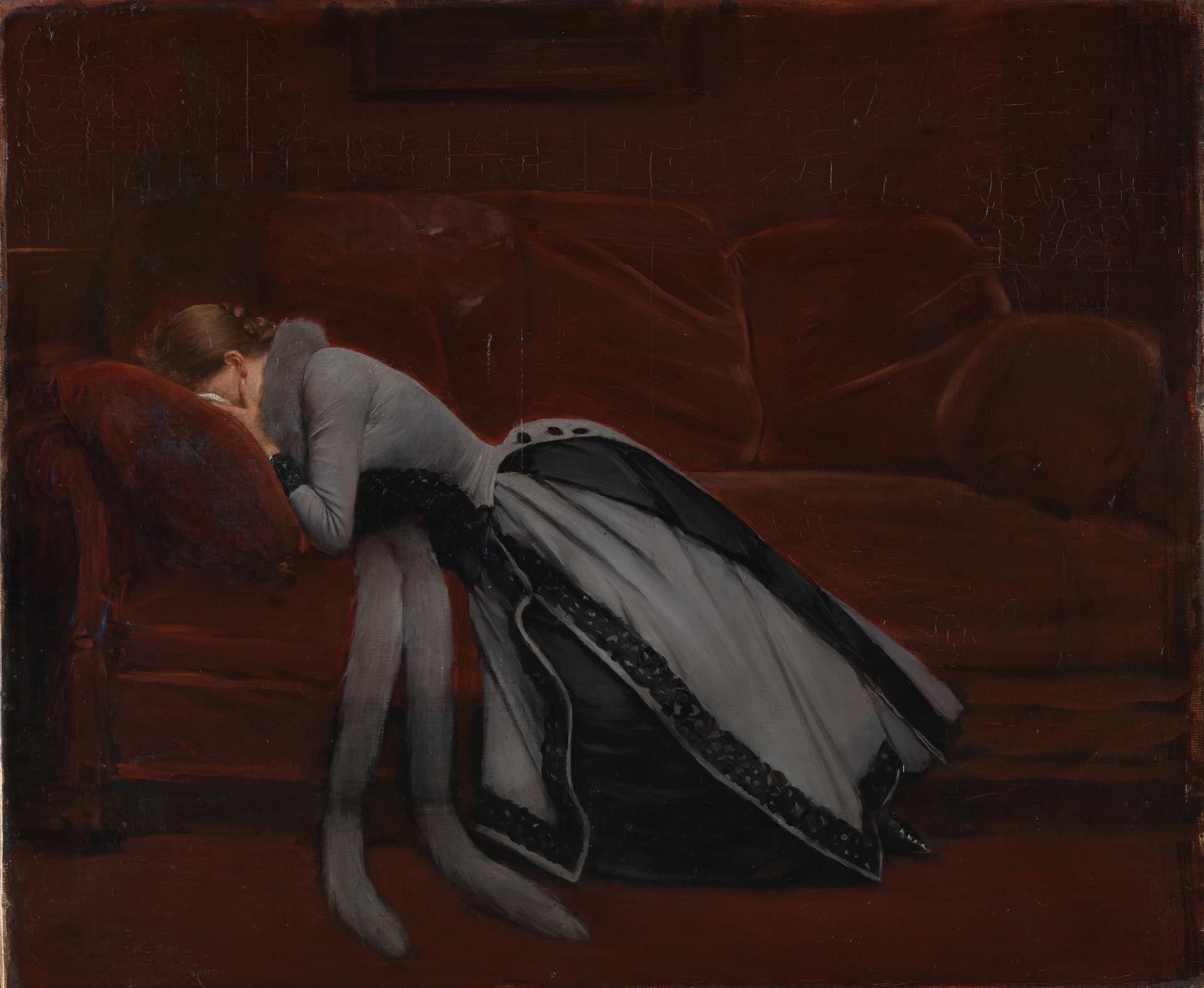
Vétkezés után

## Bibliográfia
- Patrick Offenstadt, The Belle Epoque: A Dream of Times Gone by Jean Béraud, Taschen – Wildenstein Institute, Paris, 1999.

## Megjegyzés
1. 1 2  A Julián naptár szerint 1848. december 31-én, ami miatt a születési évszám körül bizonytalanság van. Sok forrásban ez utóbbi dátum szerepel, sőt előfordul az 1849. december 31. is.
2. ↑  RKDartists (holland nyelven). (Hozzáférés: 2020. június 13.)
3. ↑  [LH//185/3 Léonore database] (francia nyelven). Ministry of Culture of France